# 祖国功勋勋章
“祖国功勋”勋章（俄语：Орден «За заслуги перед Отечеством»）是俄罗斯联邦的国家级勳章，由1994年3月2日第442号总统令设立。在1998年聖安德列勛章设立之前，“祖国功勋”勋章一直是俄罗斯联邦的最高级别军事勋章。1999年1月6日第19号总统令和2010年9月7日第1099号总统令修改了“祖国功勋”勋章授予法的部分内容。

## 法令规定
- “祖国功勋”勋章授予为国家做出杰出贡献者，如促进俄罗斯国家制度的发展，取得突出劳动成就，促进和平、友谊和合作以及为保卫祖国做出重大贡献的公民。
- “祖国功勋”勋章共有四个等级，一级为最高级别。一级和二级“祖国功勋”勋章有勋章和星章，三级和四级只有勋章。
- 带剑“祖国功勋”勋章授予在战斗中建立功勋的军人。
- 通常情况下，只有在曾经荣获过一级“祖国功勋”奖章和其他俄罗斯联邦国家勋章的情况下，才能申请授予四级“祖国功勋”勋章。
- 一些曾获得过“俄罗斯联邦英雄”/“蘇聯英雄”/“社会主义劳动英雄”称号，或圣乔治勋章勋章/亚历山大·涅夫斯基勋章/苏沃洛夫勋章/乌沙科夫勋章/朱可夫勋章/库图佐夫勋章/纳希莫夫勋章/勇气勋章或荣誉称号的公民可以在未曾荣获“祖国功勋”奖章的情况下被授予“祖国功勋”勋章。
- 在特殊情况下，俄罗斯联邦总统可以将“祖国功勋”勋章授予之前从未被授予过俄罗斯联邦国家奖励的公民。[5]
- “祖国功勋”勋章之前曾被授予外国政要和国家元首，如雅克·希拉克等；2010年的修正法令规定只有俄罗斯联邦公民才能被授予“祖国功勋”勋章[4]。

## 勋章样式
| “祖国功勋”勋章 | “祖国功勋”勋章 | “祖国功勋”勋章 | “祖国功勋”勋章 | “祖国功勋”勋章 | “祖国功勋”勋章 |
|                | 一级           | 二级           | 三级           | 四级           |                |
| -------------- | -------------- | -------------- | -------------- | -------------- | -------------- |
| 星章           |                |                | N/A            | N/A            |                |
| 勋章           |                |                |                |                |                |
| 带剑勋章       |                |                |                | 暂缺图象       |                |
| 绶带           |                |                |                |                |                |
| 带剑绶带       |                |                |                |                |                |
| 完整样式       |                |                |                |                |                |
|                | 一级           | 二级           | 三级           | 四级           |                |

- 十字：十字正面镶有俄罗斯双头鹰国徽的图样。背面正中是圆形框，刻有“利益、荣誉和光荣”（"ПОЛЬЗА, ЧЕСТЬ И СЛАВА"）字样。中央是其铸造年份1994年，下方依次为月桂枝和编号。一级勋章十字宽度为60毫米，配有100毫米宽的绶带；二级和三级的十字宽度为50毫米，二级绶带宽45毫米，二级绶带宽24毫米。四级十字宽40毫米，以耳座和小环固定在五角形板条上，板条由24毫米宽的绶带包裹。
- 带剑勋章：带剑勋章授予军人，主体与一级勋章相同，上方连接小环的部位为两柄十字交叉的镀金宝剑。每柄剑长28毫米，宽3毫米。[6]

## 获得者
以下列出部分完整“祖国功勋”勋章（同时拥有一级至四级）获得者：

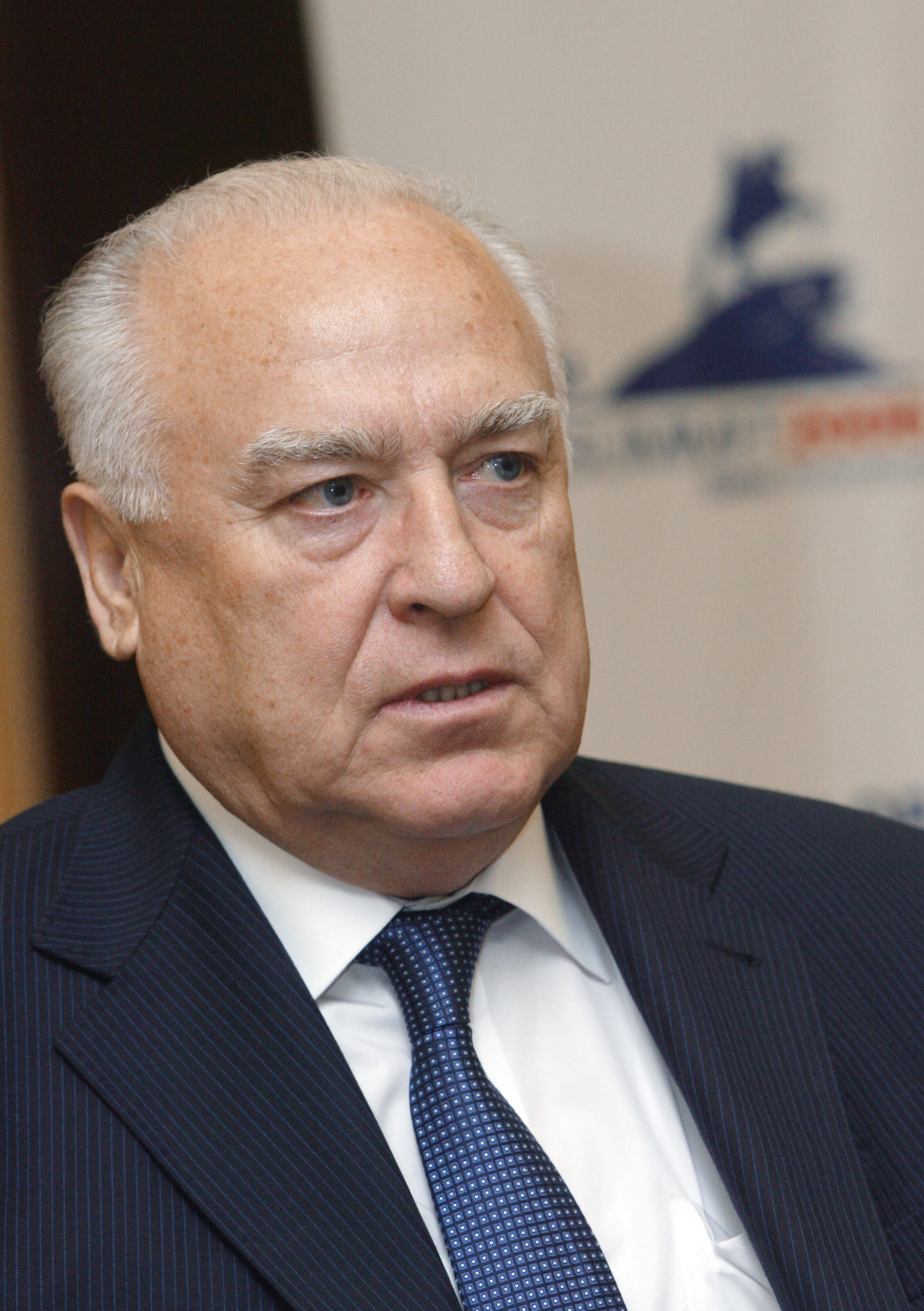
维克托·切尔诺梅尔金 （俄罗斯总理）
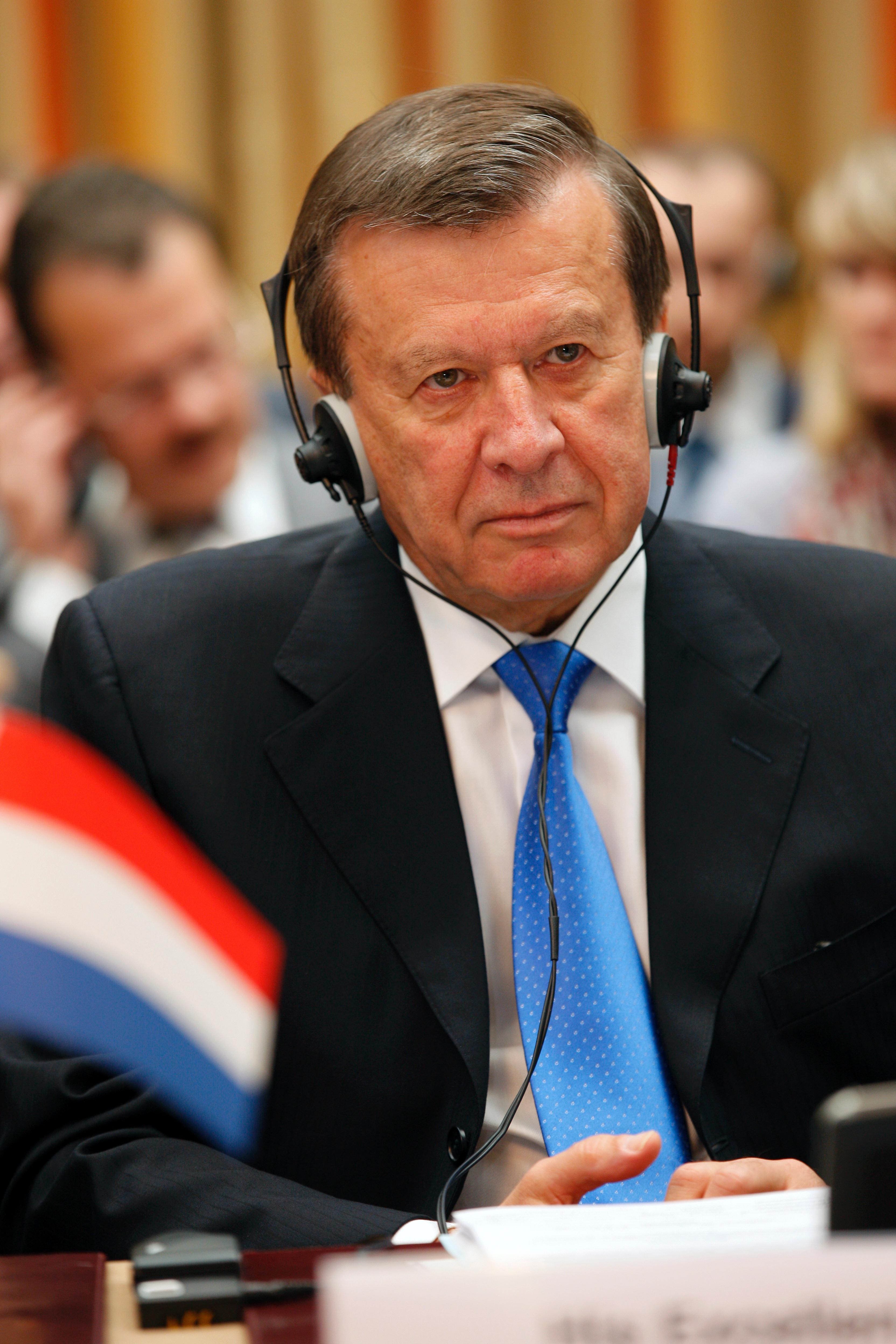
维克托·祖布科夫 （俄罗斯总理）
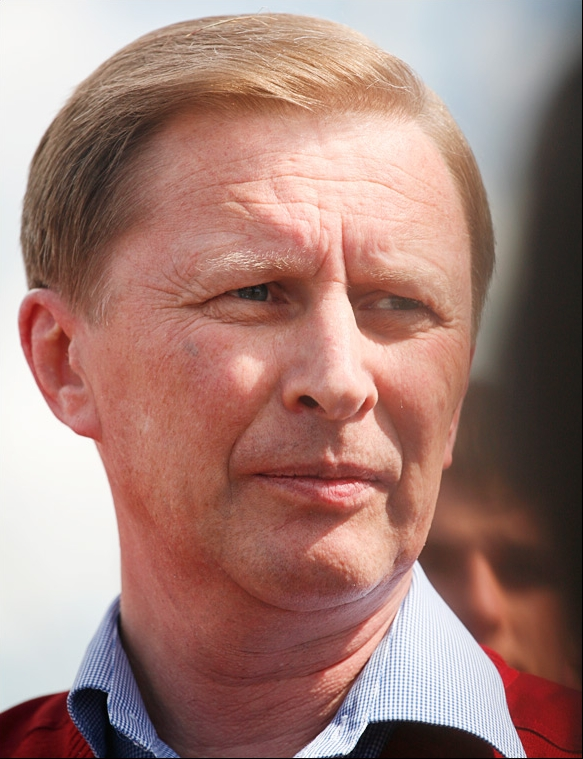
谢尔盖·伊万诺夫
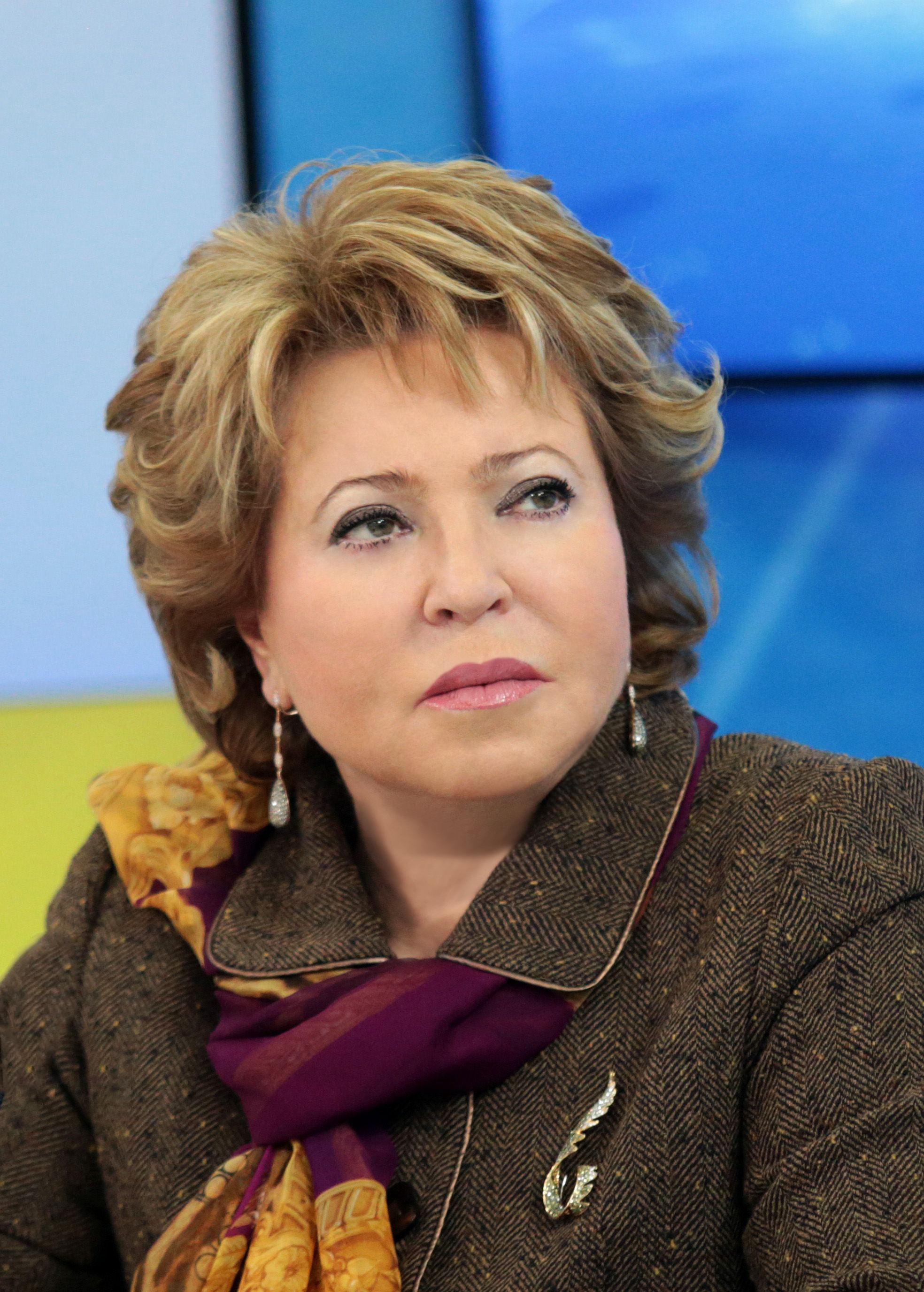
瓦莲京娜·马特维延科
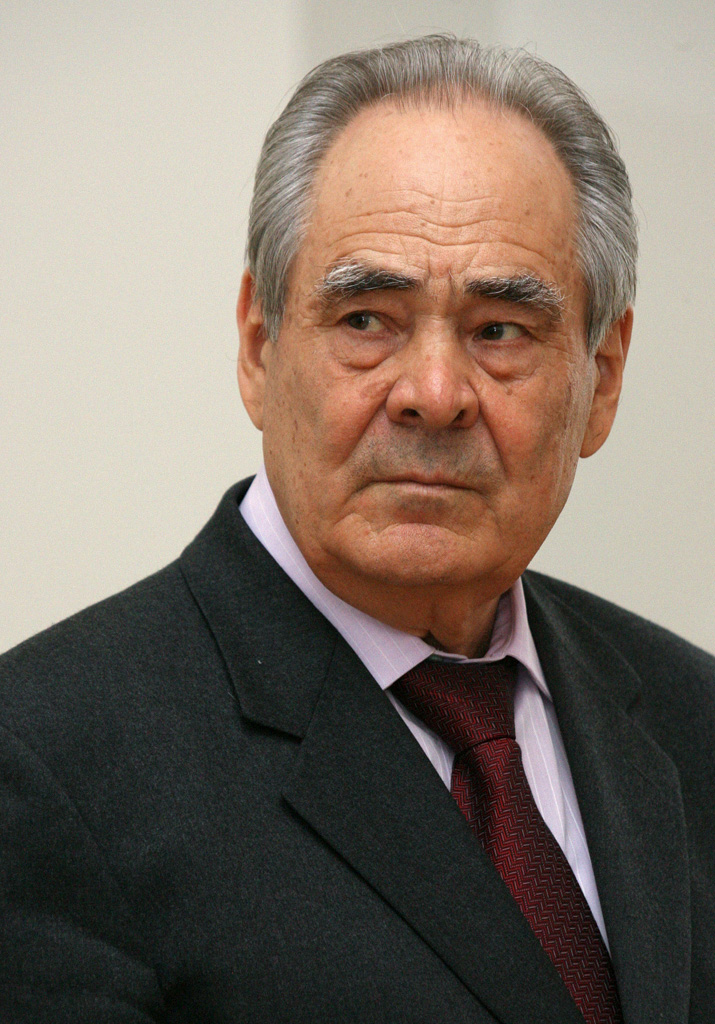
明季梅尔·沙伊米耶夫
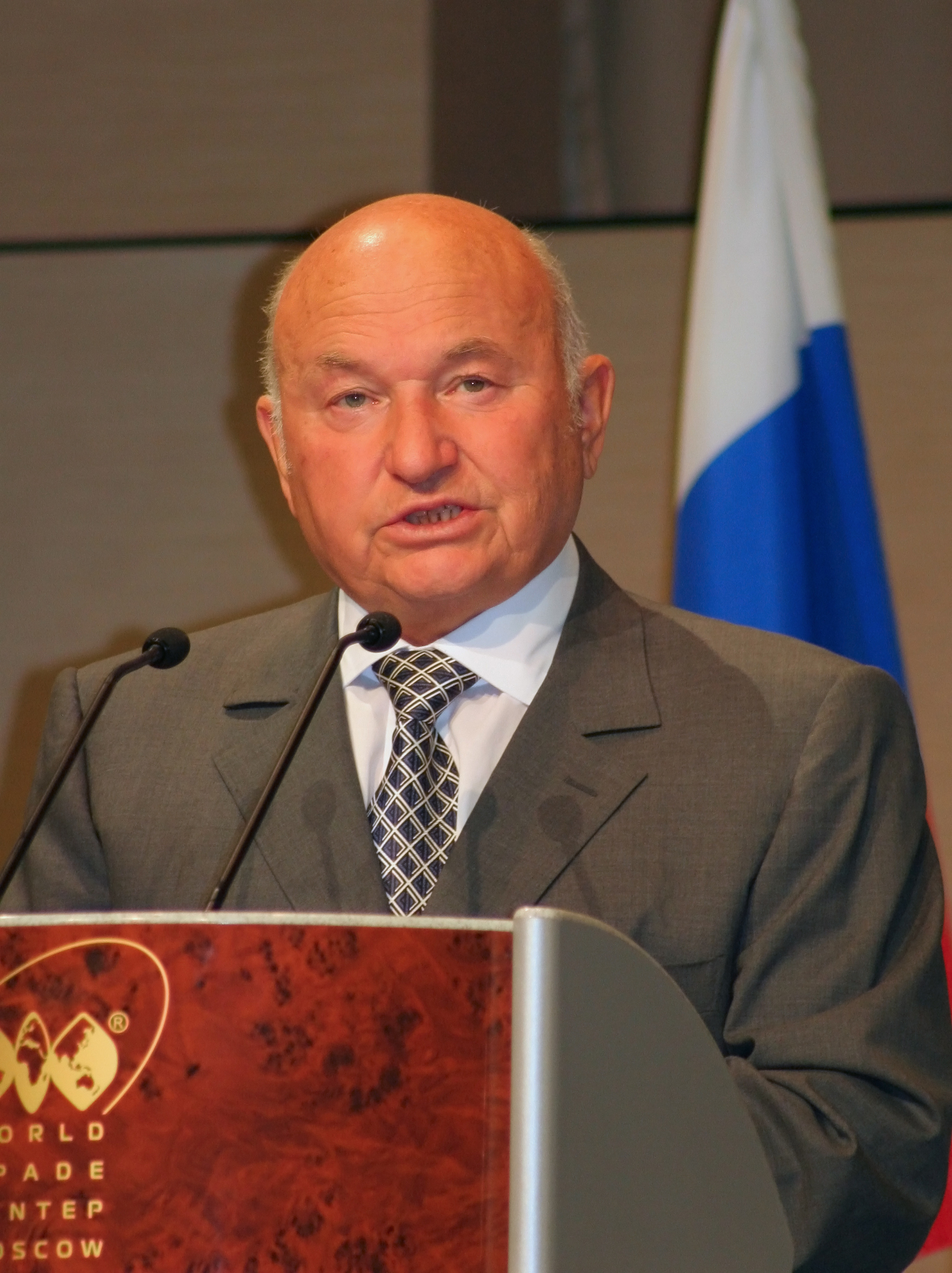
尤里·卢日科夫
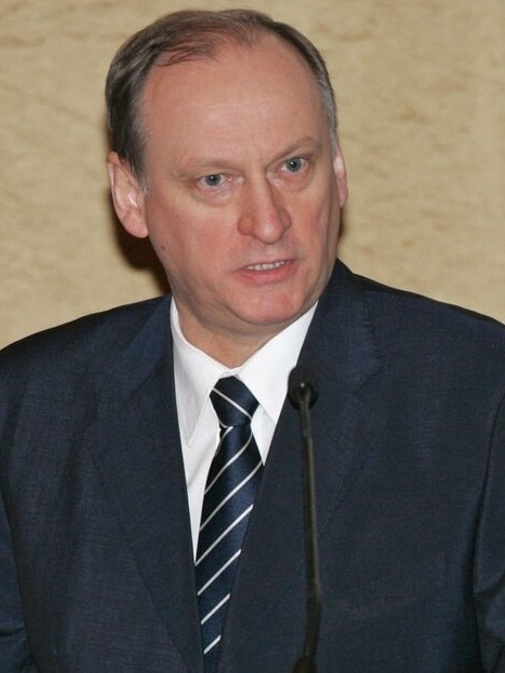
尼古拉·帕特鲁舍夫
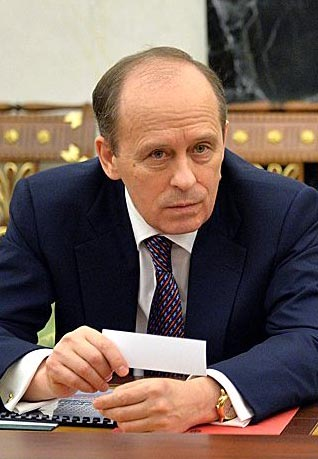
亚历山大·博尔特尼科夫
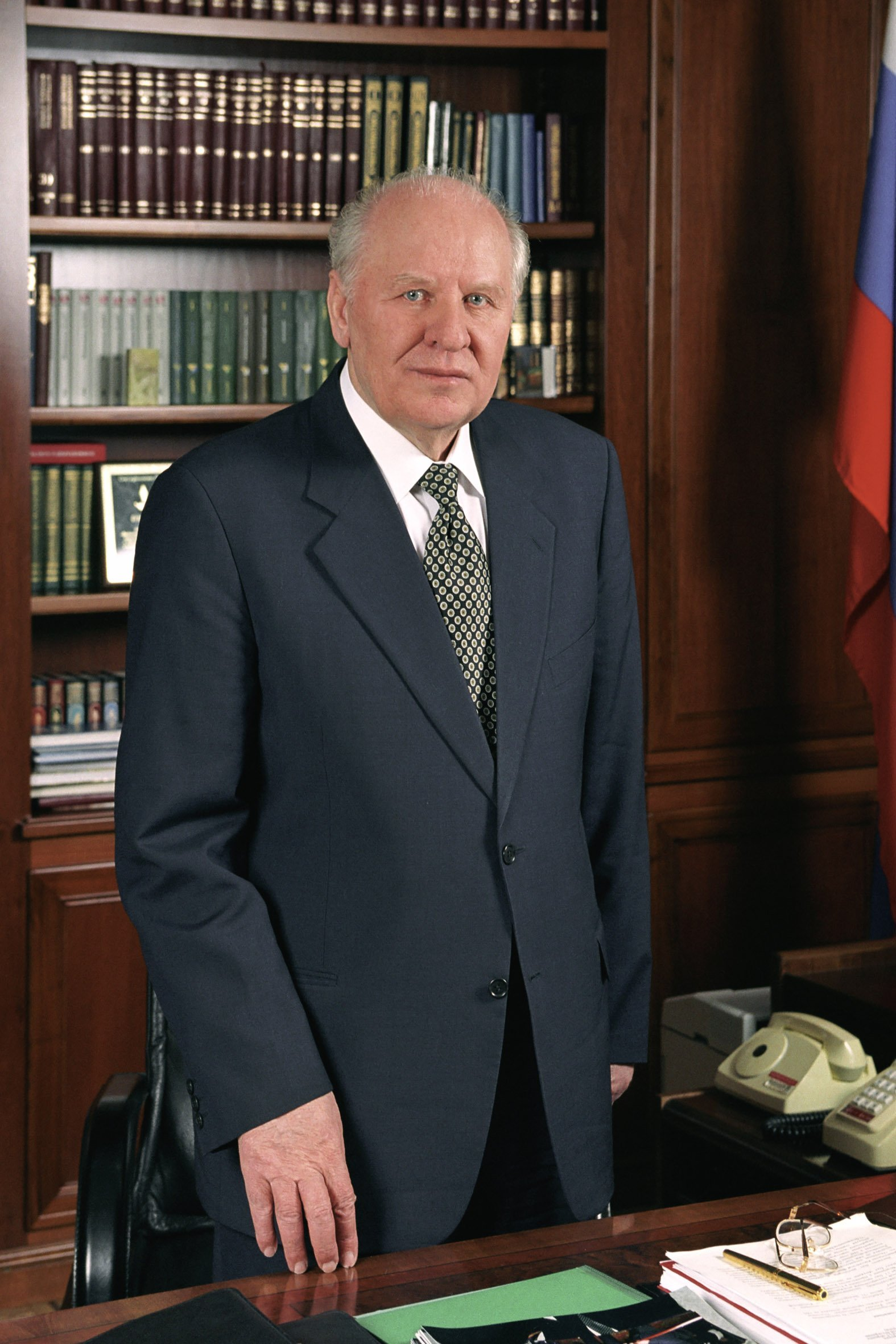
叶戈尔·斯特罗耶夫
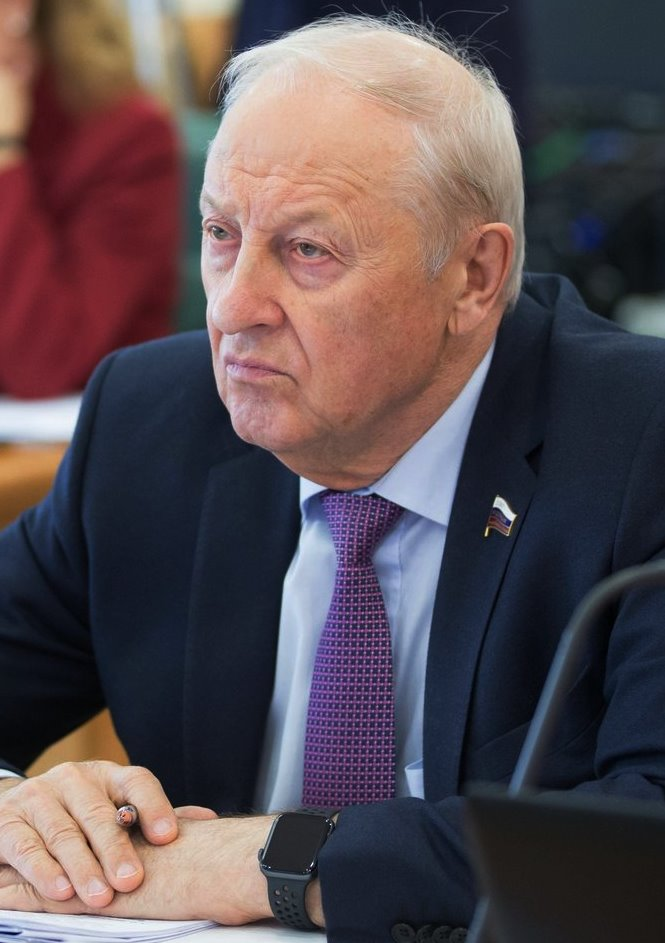
爱德华·罗塞尔
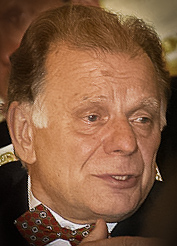
若列斯·阿尔费罗夫
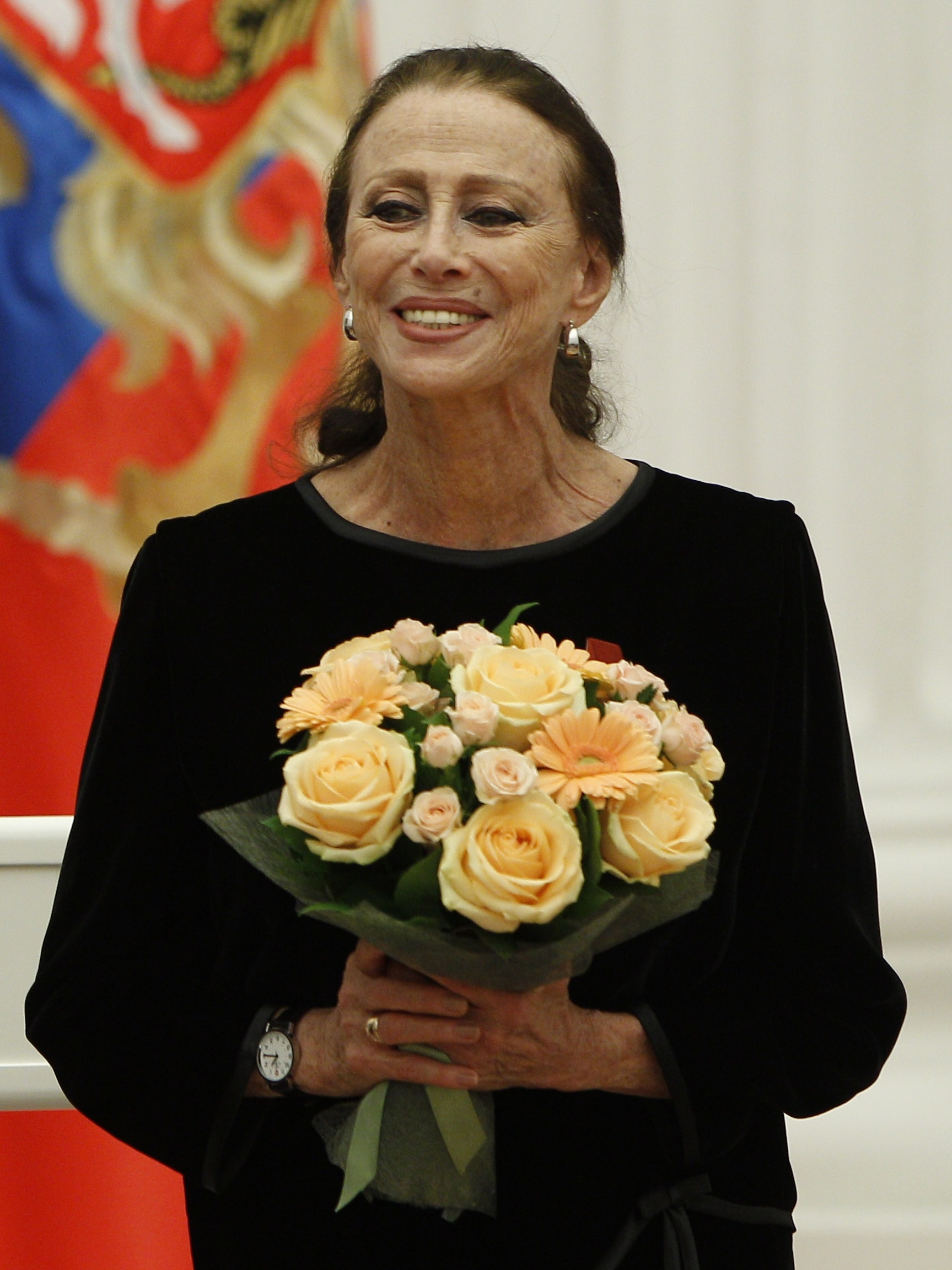
瑪婭·普麗謝斯卡婭
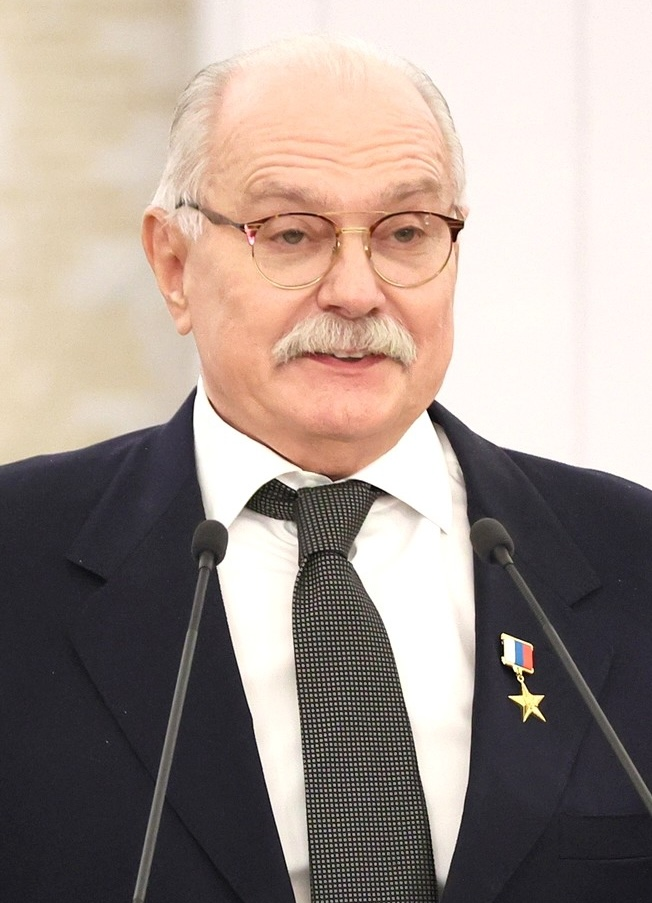
尼基塔·米亥科夫
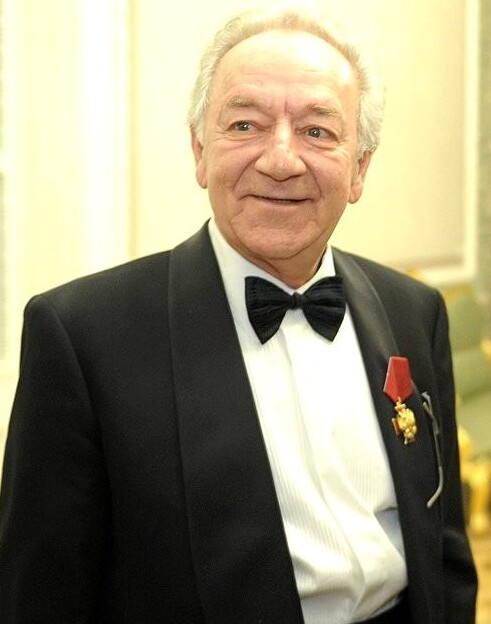
尤里·捷米爾卡諾夫
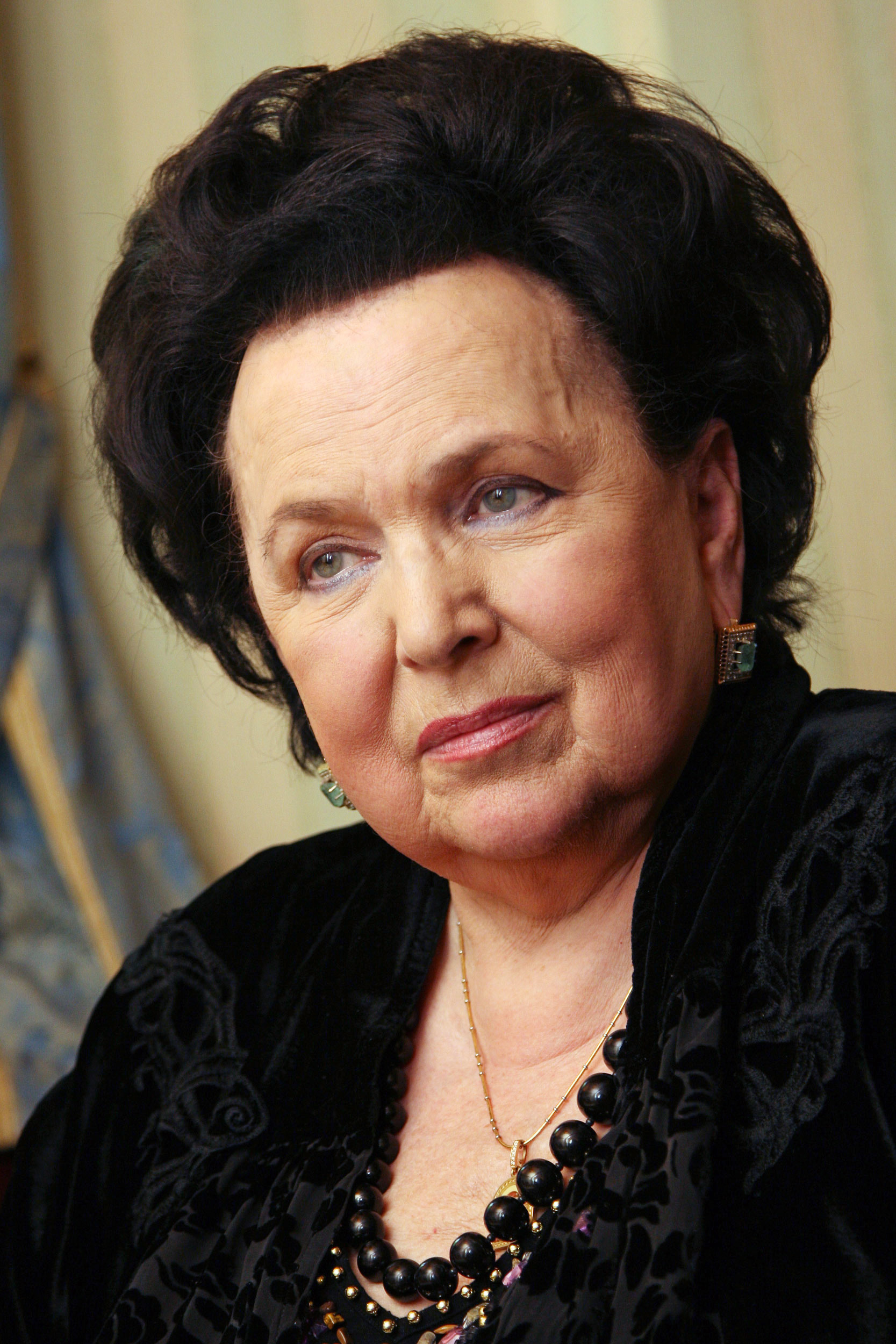
加林娜·维什涅夫斯卡娅
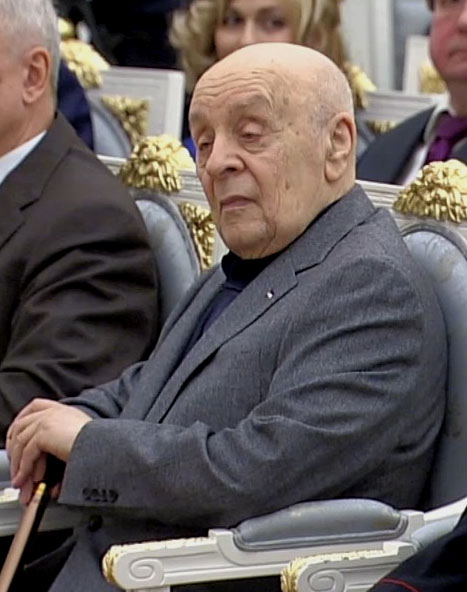
列昂尼德·布罗涅沃伊
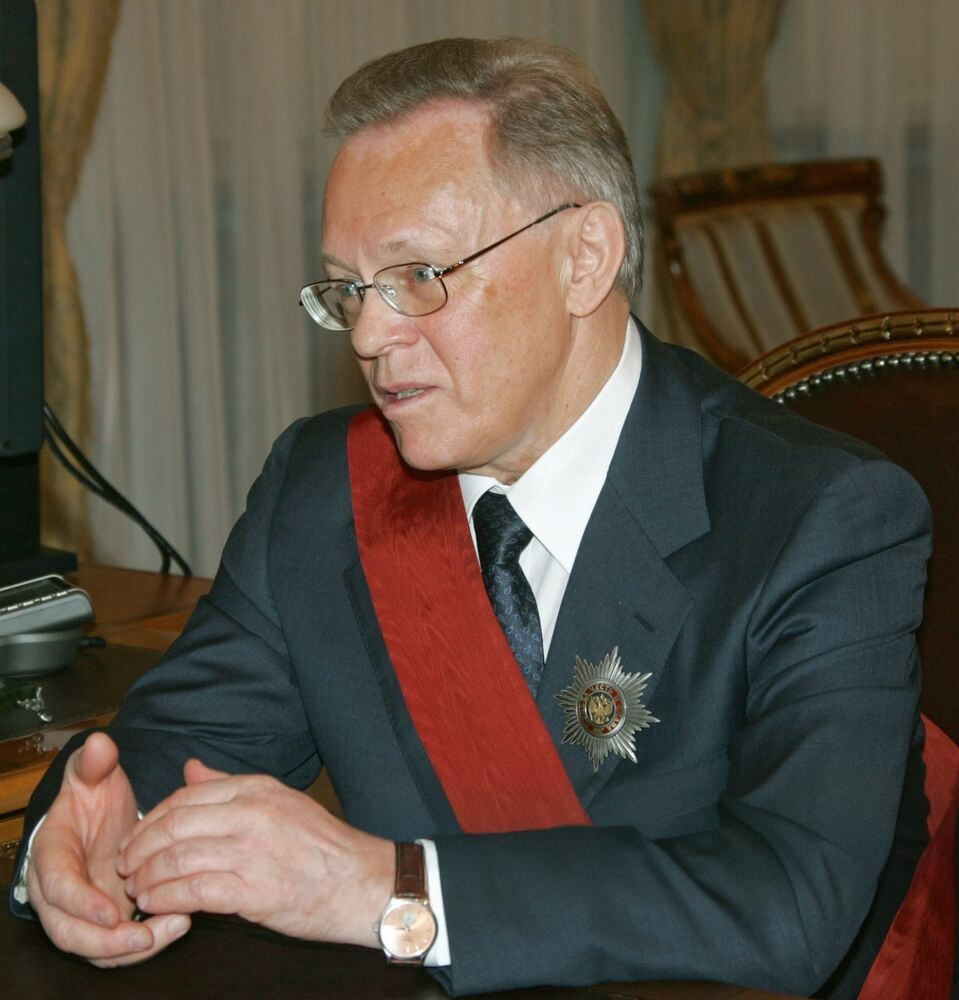
尤里·奥西波夫 （俄羅斯科學院主席）
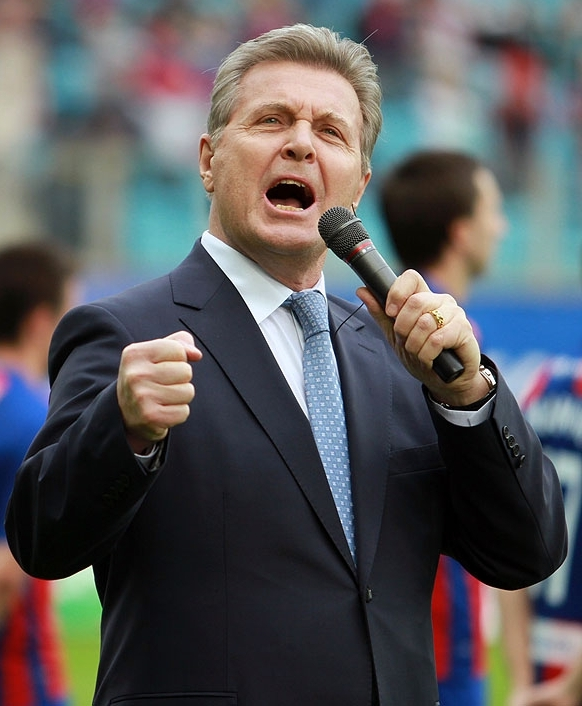
列夫·列先科
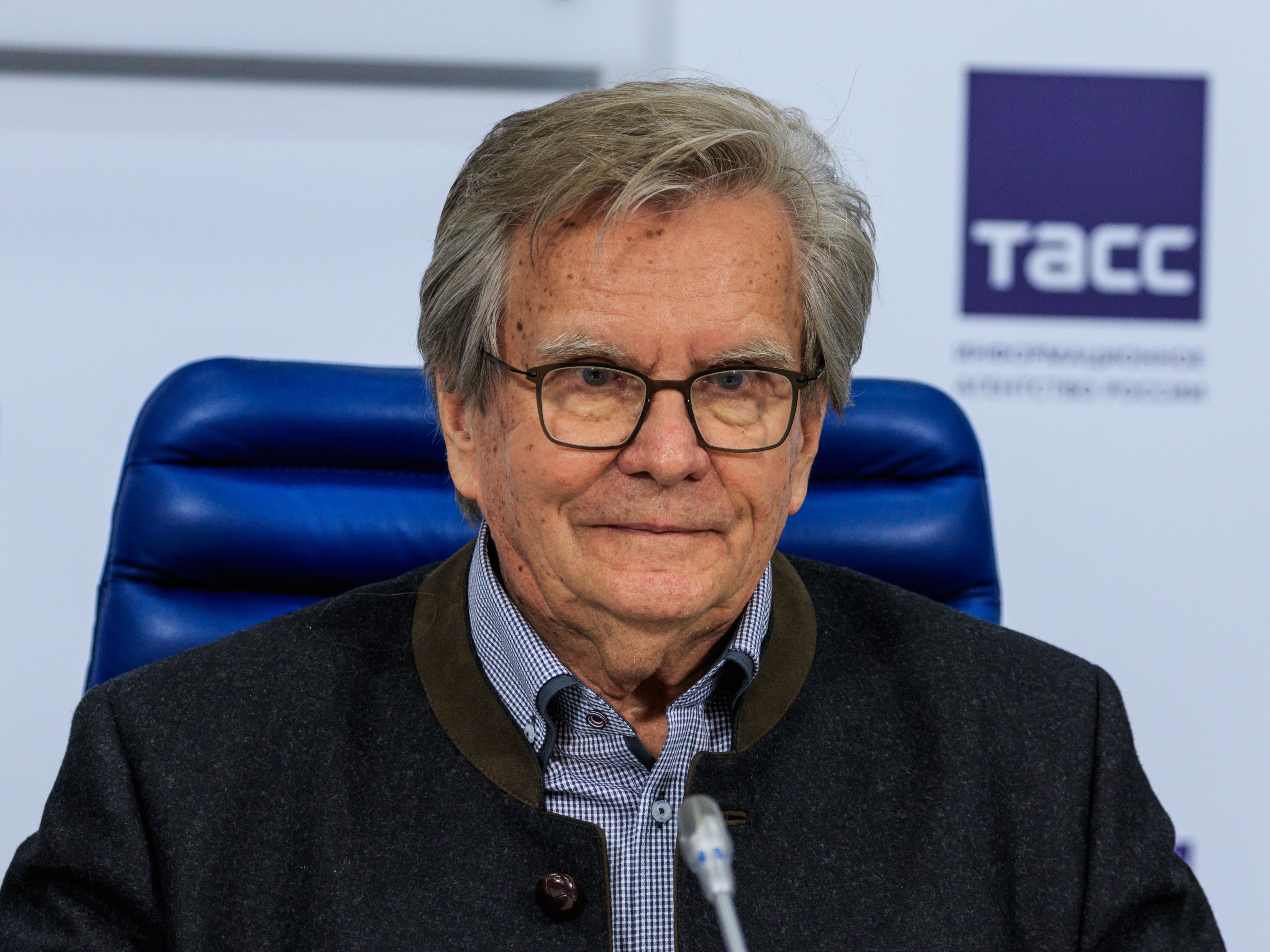
弗拉基米尔·费多谢耶夫
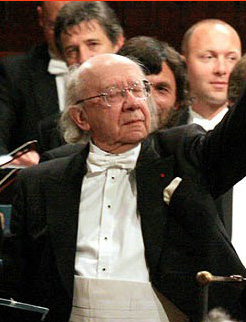
根纳季·罗日杰斯特文斯基
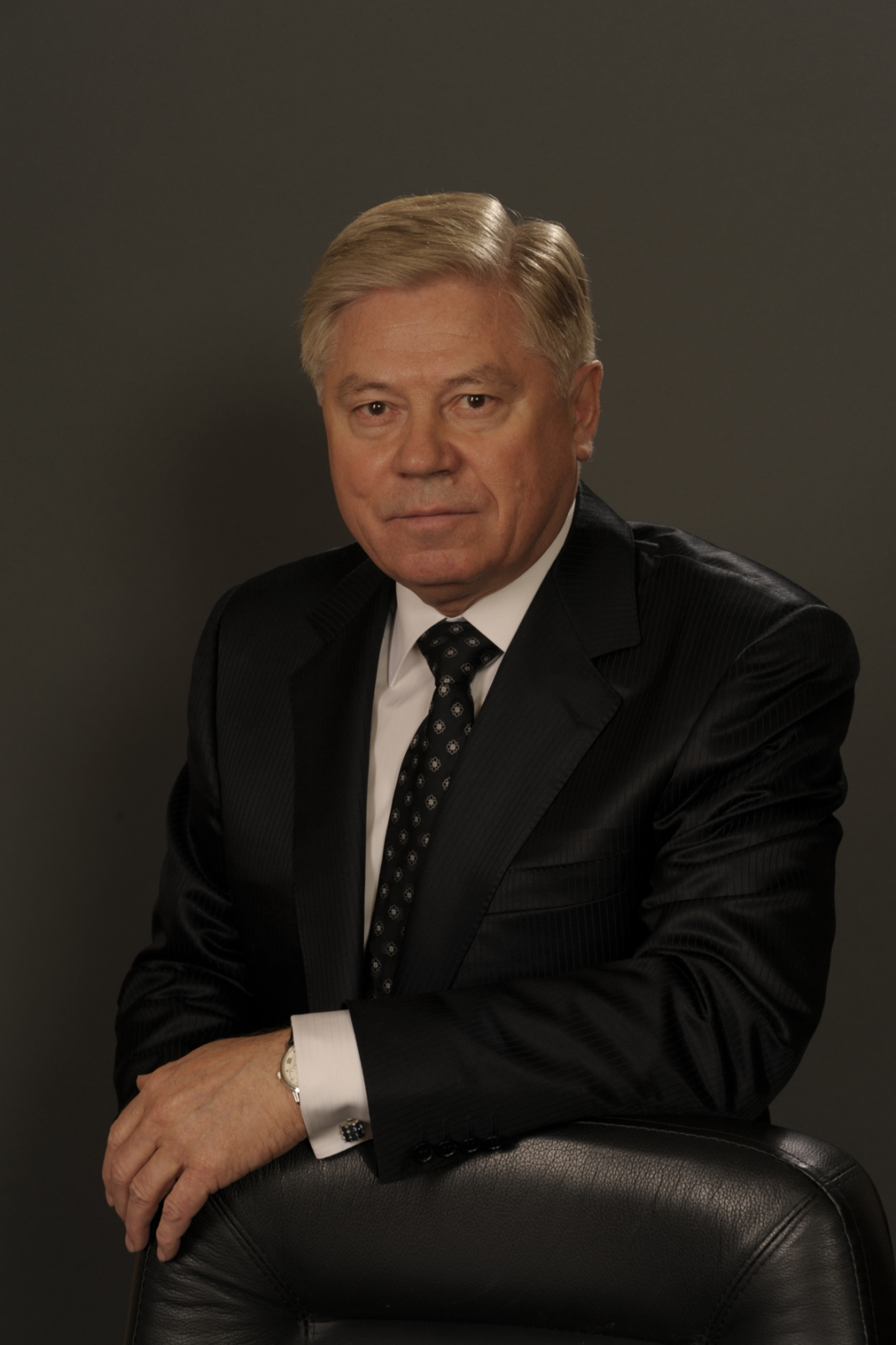
维亚切斯拉夫·列别杰夫
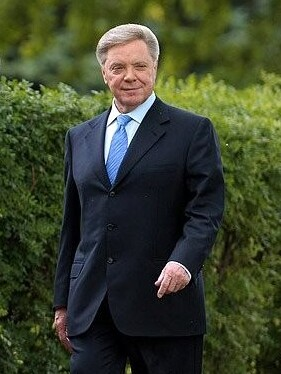
鮑里斯·格羅莫夫
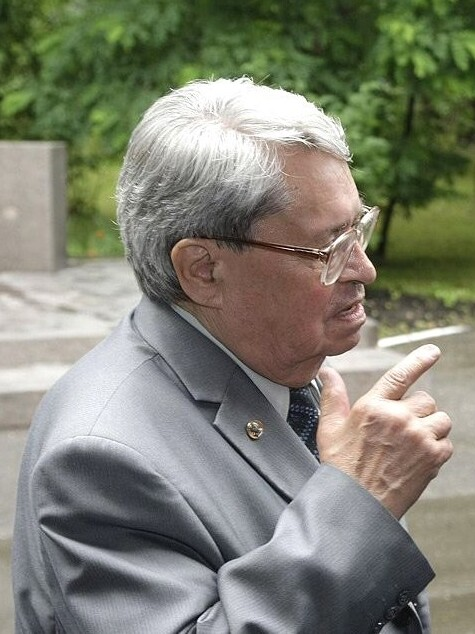
尤里·特鲁特涅夫
叶夫根尼·韦利霍夫
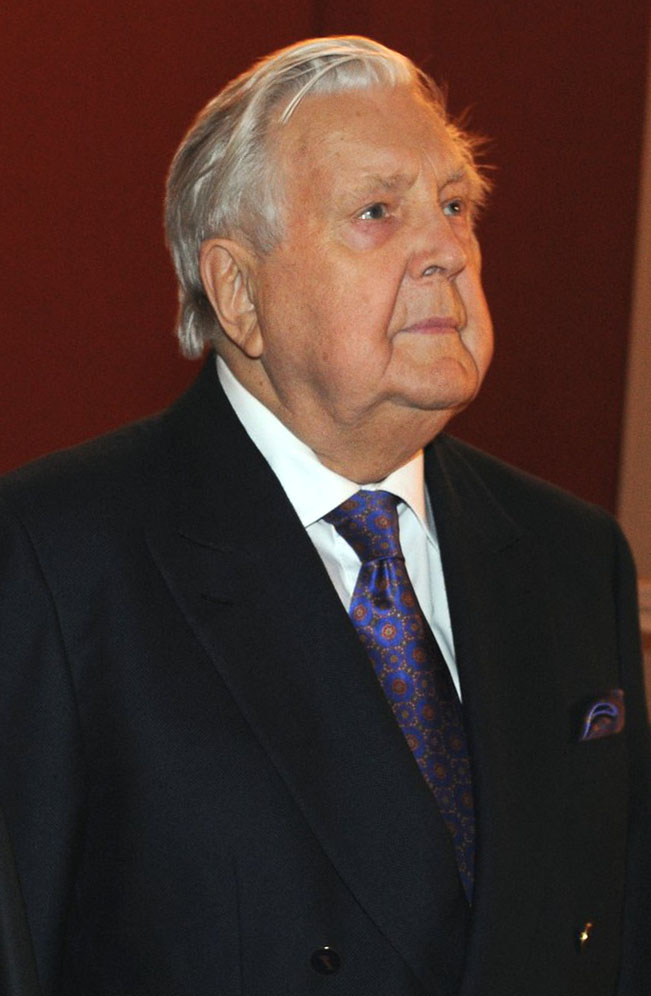
伊利亚·格拉祖诺夫
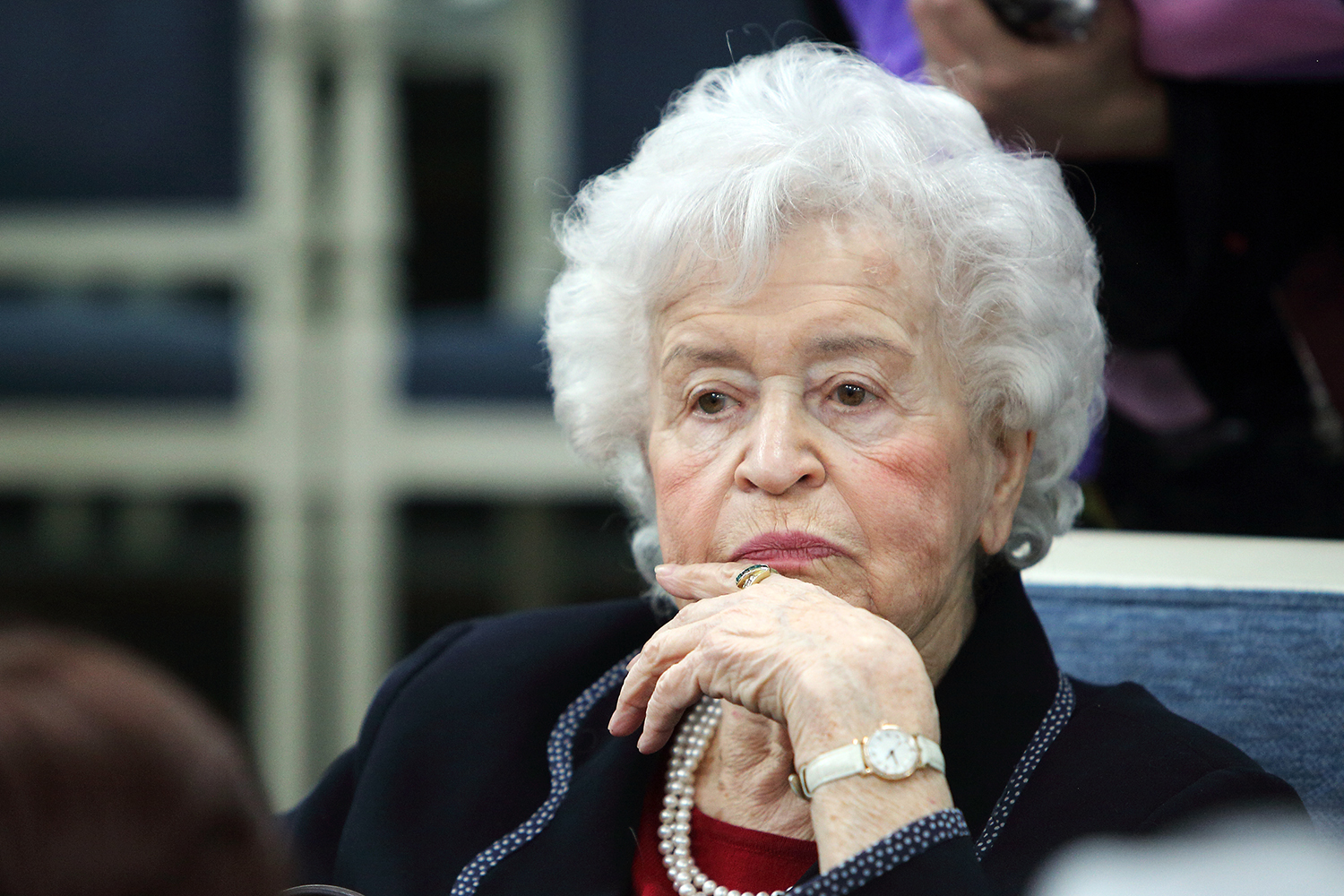
伊琳娜·安东诺娃
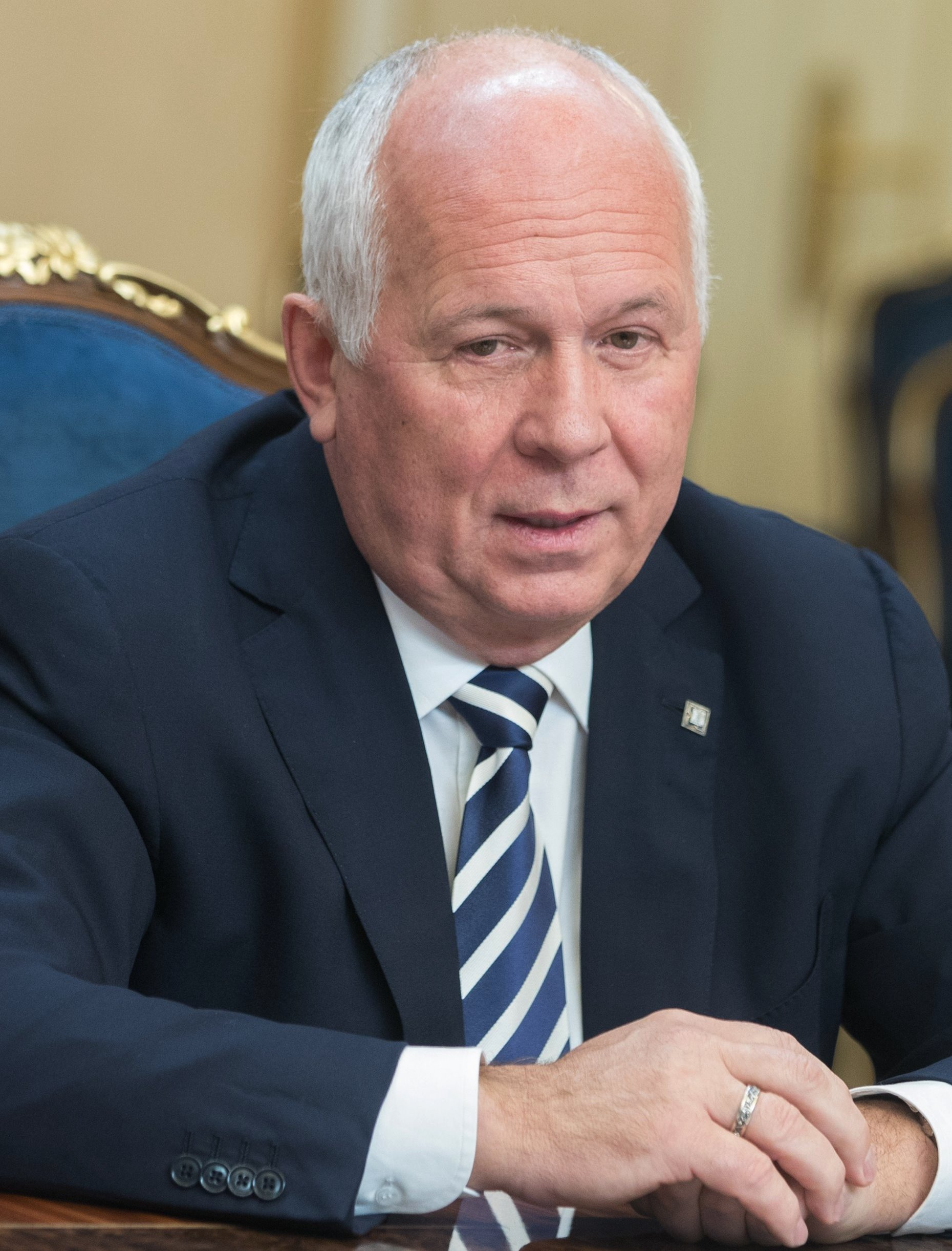
谢尔盖·切梅佐夫
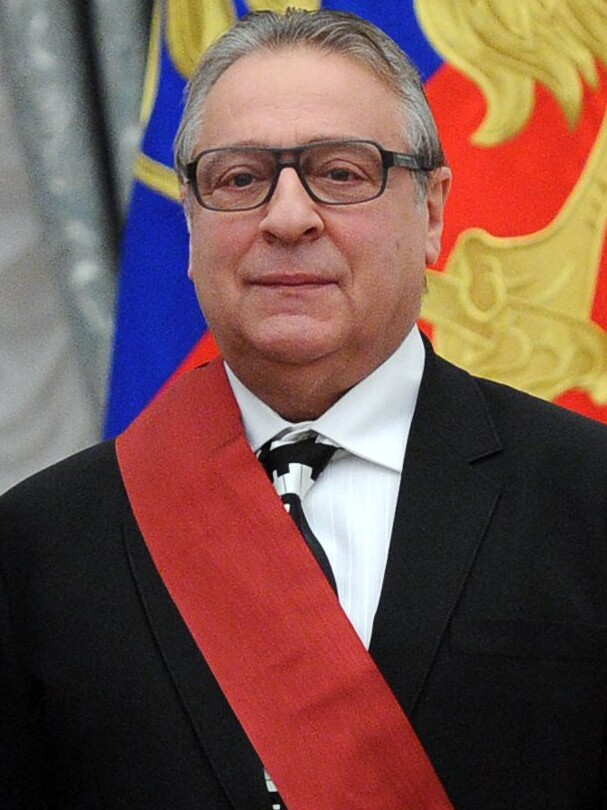
根纳季·哈扎诺夫
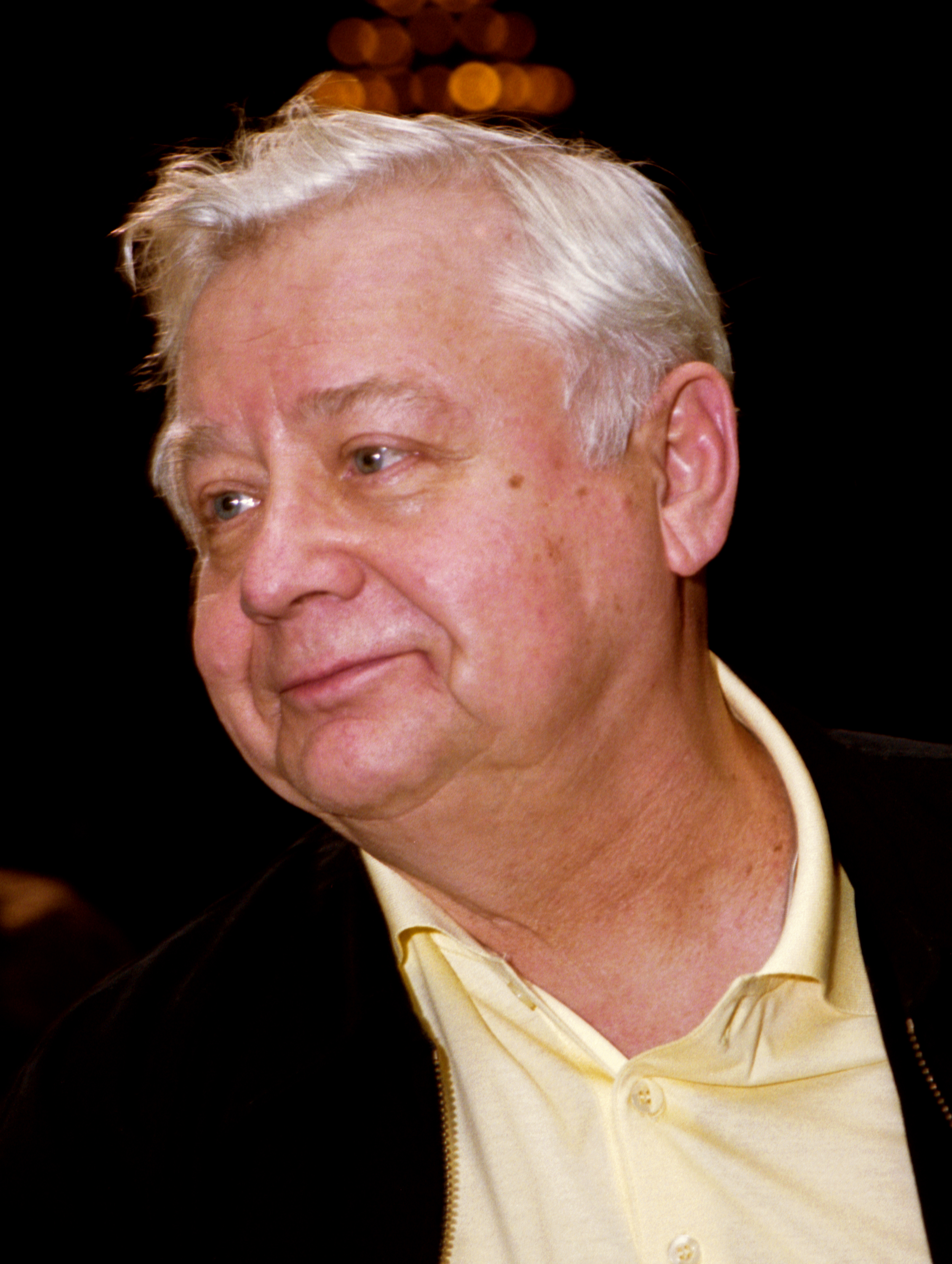
奥列格·塔巴科夫
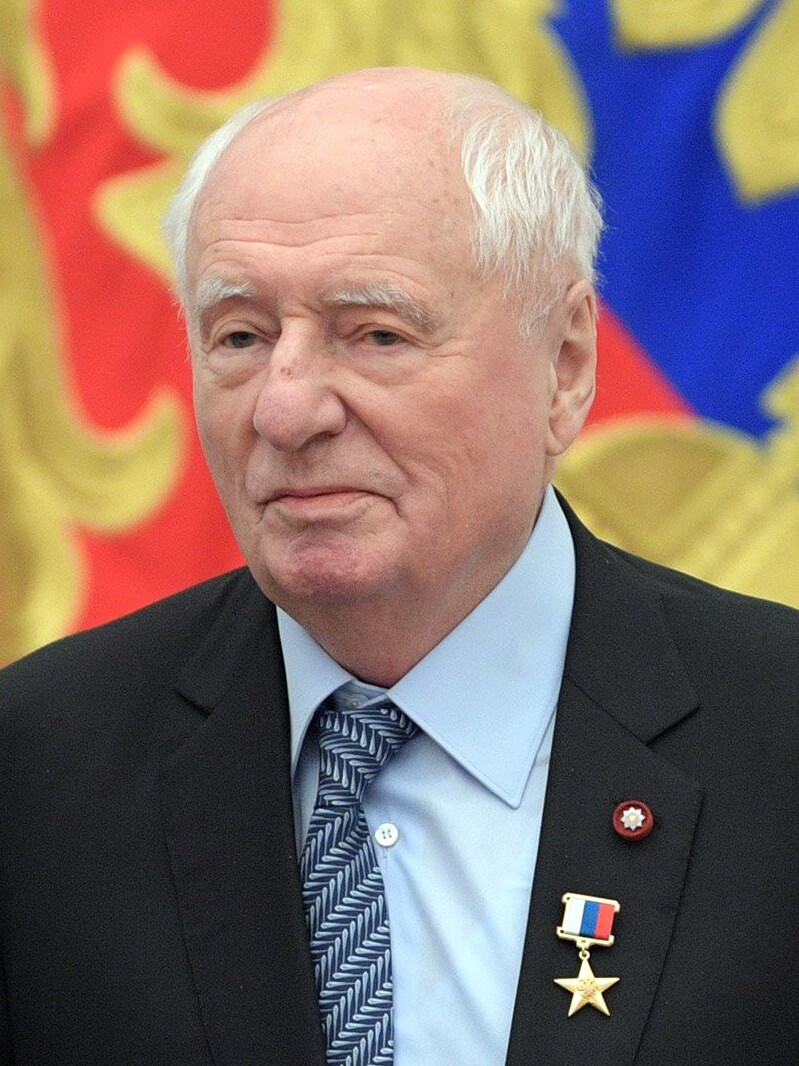
马克·扎哈罗夫
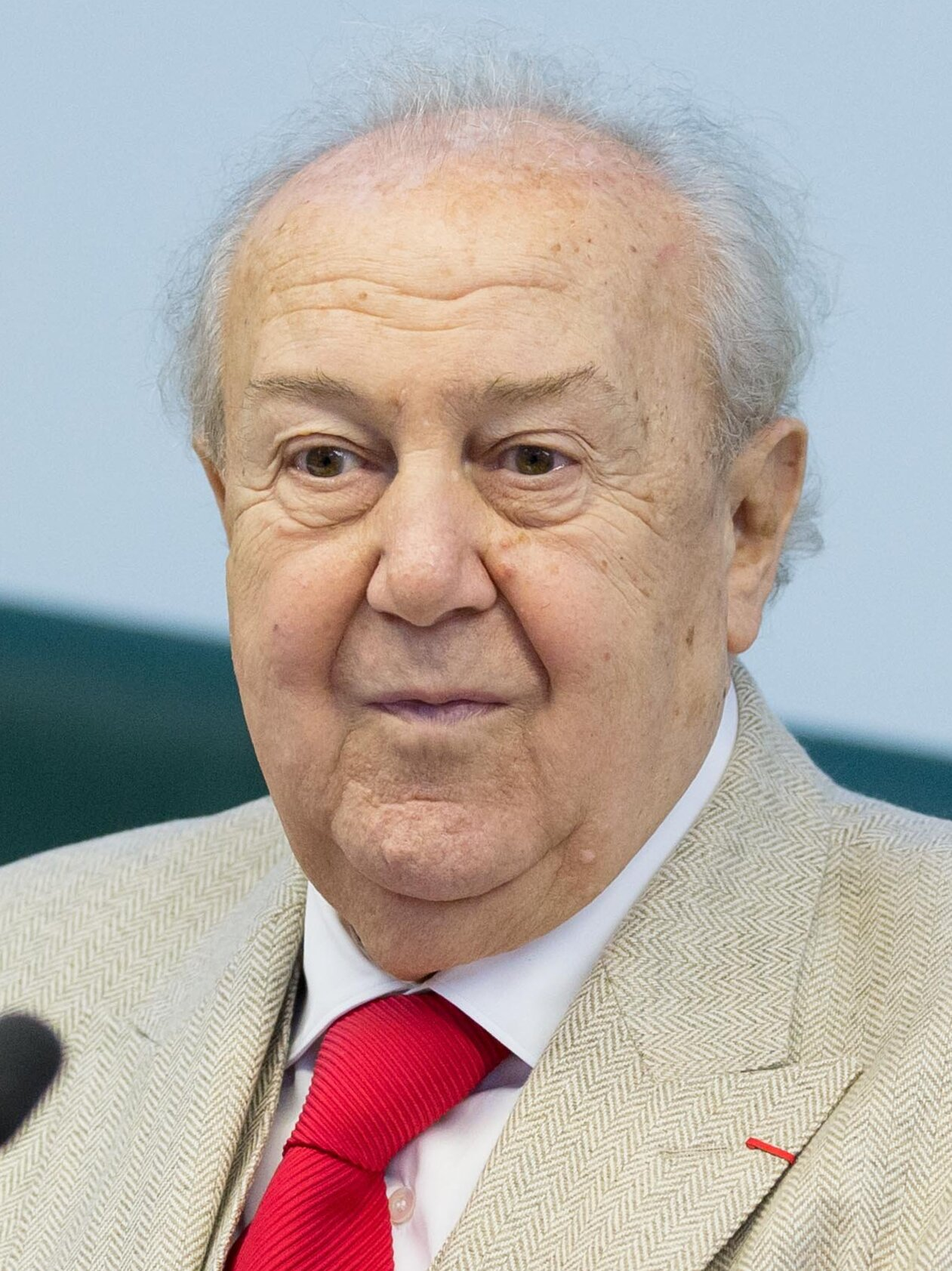
祖拉布·采列捷利